# Fabinho (futebolista, 2002)
Fábio Silva de Freitas, mais conhecido como Fabinho (Natal, 9 de abril de 2002) é um futebolista brasileiro que atua como volante. Atualmente joga pelo Red Bull Bragantino.

## Carreira

### Início
Fábio nasceu em Natal, capital do Rio Grande do Norte. Antes de começar no futebol, Fábio tinha como hobbie jogar xadrez nas escolas primárias de Brasília. Seu pai, Flávio Freitas, que era Oficial da Marinha, era deslocado para localidades diferentes e a família mudava-se constantemente. Também chegou a praticar caratê, mas após mudar-se para Rio de Janeiro, em 2009, Fabinho jogou nas escolas que estudou e destacava-se, começando a correr atrás de uma possível carreira.
Ainda se mudaria para São Paulo onde jogou por algumas escolas de futebol, no Audax e na Portuguesa em 2013, onde conheceu Gustavo Garcia, com quem jogaria futuramente. Fabinho ainda voltaria para a cidade natal, onde passou apenas um ano na cidade pelo fato de seu pai ter recebido uma proposta para fazer testes no Palmeiras, onde Fábio viajou novamente à capital paulista e passou no teste de primeira em 2015, aos 14 anos.

### Palmeiras
Em 2016, Fabinho firmou um contrato de formação de três ano com o clube. Ainda nesse mesmo ano, fazia parte do projeto de integração futsal do Palmeiras, onde faturou o título estadual e o Metropolitano da categoria em 2016, este último em cima do Corinthians.
No Verdão, Fabinho foi sendo recuado aos poucos, primeiramente por Rogério Andrade, que havia sido seu treinador na Portuguesa, e depois efetivado definitivamente em primeiro volante por Lucas Andrade, pois o treinador notou que Fabinho possuia avaliou qualidade na saída de bola na defesa. Em 2017, foi um dos destaques do time no vice-campeonato da Copa Brasil de Futebol Infantil, onde foi derrotado pelo Flamengo por 1–0.
A partir de 2020, Fabinho passou a integrar o grupo de apoio da base ao time profissional. Fez sua estreia profissional pelo Palmeiras em 3 de março de 2021, no Derby Paulista que terminou empatado em 2–2 pela 2ª rodada do Campeonato Paulista. Ainda em março e com três jogos disputados, foi anunciado a renovação de seu contrato por cinco temporadas.
Na base do Verdão, Fabinho conquistou inúmeros títulos como tríplice coroa em 2022. Após o título inédito da Copinha, teve seu contrato renovado em 9 de maio até 2026. Ao fim do ano de 2022, Fabinho foi selecionado para subir definitivamente aos profissionais junto com outros três colegas.

#### 2023
Em novembro, era o reserva com mais chances recebidas por Abel Ferreira. O bom desempenho além dos 37 jogos disputados na temporada o fez ser observado pelo Bragantino e pelo Shakhtar Donetsk, da Ucrânia, que chegou a fazer um oferta de 4 milhões de euros. Contudo, as conversas não avançaram por Fabinho fazer parte dos planos alviverdes em 2024.

### Red Bull Bragantino
Em 15 de março de 2025, o Red Bull Bragantino anunciou a contratação de Fabinho, que assinou um contrato válido até 2029. Os valores da transação não foram oficializados, mas, segundo o portal brasileiro ge, o Bragantino pagou 2,5 milhões de euros (15 milhões de reais, na época), por cinquenta por cento dos direitos do meio-campista.

## Seleção Brasileira

### Sub-15
Fabinho foi um dos convocados para o Sul-Americano Sub-15 em 2017, na Argentina.

### Sub-17
Em fevereiro de 2019, foi um dos 23 convocados para Sul-Americano Sub-17.

## Estatísticas

### Seleção Brasileira
Abaixo estão listados todos jogos e gols do futebolista pela Seleção Brasileira, desde as categorias de base. Abaixo da tabela, clique em expandir para ver a lista detalhada dos jogos de acordo com a categoria selecionada. 

#### Sub-17
| Ano   |       |      |         |
| Ano   | Jogos | Gols | Assist. |
| ----- | ----- | ---- | ------- |
| 2019  | 4     | 0    | 0       |
| Total | 4     | 0    | 0       |

|    | Data                | Local                                      | Resultado | Adversário | Gols | Competição                      |
| -- | ------------------- | ------------------------------------------ | --------- | ---------- | ---- | ------------------------------- |
| 1. | 22 de março de 2019 | Estádio Universidad San Marcos, Lima, Peru | 3–2       | Paraguai   | 0    | Campeonato Sul-Americano Sub-17 |
| 2. | 24 de março de 2023 | Estádio Universidad San Marcos, Lima, Peru | 1–1       | Uruguai    | 0    | Campeonato Sul-Americano Sub-17 |
| 3. | 27 de março de 2023 | Estádio Universidad San Marcos, Lima, Peru | 3–2       | Colômbia   | 0    | Campeonato Sul-Americano Sub-17 |
| 4. | 30 de março de 2023 | Estádio Universidad San Marcos, Lima, Peru | 0–3       | Argentina  | 0    | Campeonato Sul-Americano Sub-17 |

## Títulos

### Palmeiras[16]

#### Base
- Campeonato Paulista Sub-15: 2017
- Campeonato Paulista Sub-17: 2018
- Copa do Brasil Sub-17: 2019
- Supercopa do Brasil Sub-17: 2019
- Campeonato Mundial de Clubes Sub-17: 2018 e 2019
- Copa São Paulo de Futebol Júnior: 2022
- Campeonato Paulista Sub-20: 2020, 2021
- Campeonato Brasileiro Sub-20: 2022
- Copa do Brasil Sub-20: 2022

#### Profissional
- Campeonato Brasileiro: 2022 e 2023
- Campeonato Paulista: 2023 e 2024